# Parque nacional Cerro El Copey-Jóvito Villalba

El Parque Nacional Cerro El Copey - Jóvito Villalba es un parque nacional ubicado en la parte oriental de la isla caribeña de Margarita, en la región montañosa más alta del Estado Nueva Esparta en Venezuela. Fue creado en 1974 con el propósito de proteger un rasgo fisiográfico sobresaliente con un ecosistema que comprende varias formaciones vegetales, altos niveles de endemismo y las únicas fuentes de agua permanentes de la isla. Se encuentra rodeado de planicies desérticas y es por ello que a pesar de sus escasos 960 m s. n. m. de elevación posee bosques verdes y herbazales montanos que se nutren de la humedad aportada por los vientos alisios. En las zonas más bajas del parque predominan los bosques secos y semicaducos y está rodeado de pueblos y plantaciones, algunas de las cuales han invadido recientemente los terrenos del parque.  
El parque se encuentra rodeado de planicies desérticas, lo que resalta su singularidad. A pesar de su relativamente baja elevación de aproximadamente 1.000 metros, alberga bosques siempreverdes y herbazales montanos, sustentados por la humedad de los vientos alisios. Las zonas más bajas están dominadas por bosques secos y semicaducos, que se ven afectados por la presencia de asentamientos humanos y actividades agrícolas. El Cerro El Copey se caracteriza por su terreno ígneo-metamórfico originado en el Cretácico temprano. El paisaje es variado, con relieves altos y fracturados, y áreas más amplias hacia el piedemonte. Además, está rodeado de sedimentos terciarios y cuaternarios, donde se han desarrollado zonas urbanas.

## Relieve
El cerro El Copey se compone de rocas ígneo-metamórficas originadas en el Cretáceo temprano y presenta un relieve alto y fracturado con zonas más amplias hacia el piedemonte. Se rodea de sedimentos terciarios y cuaternarios sobre los que se han instalado zonas urbanas. Entre estas zonas urbanas se encuentra La Asunción, capital del Estado Nueva Esparta, y Porlamar, la ciudad más poblada. El pueblo de La Sierra ubicado dentro del parque, es el principal sitio de entrada al parque nacional. Desde allí parte una carretera de 5 km de longitud que alcanza la cumbre más alta (10° 59′ 50″ N, 63° 54′ 45″ W), por ser un punto estratégico fueron ubicadas varias estaciones de telecomunicaciones privadas, públicas y militares, dedicadas a interconectar la isla de Margarita con el resto del país, a través de enlaces de Microondas de alta capacidad, los cuales permiten brindar servicios de telefonía móvil celular, telefonía fija, emisoras de radio AM y FM y televisión.

## Fauna
Entre las especies que habitan el parque se pueden nombrar anfibios endémicos como la rana del Copey (Hyla rubra) y un colúbrido endémico (Drymarchon corais margaritae). Entre los mamíferos se encuentran algunos endemismos: mono machín (Cebus apella margaritae), conejo de monte (Sylvilagus floridanus margaritae), ardilla (Sciurus granatensis nesaeus), venado (Odocoileus virginianus margaritae), así como entre las aves está el gonza, el lito margariteño (Icterus nigrogularis helioeides) y el popular guayamate (Cardinalis phoenicius). El Parque Nacional Cerro El Copey es un centro de endemismo tanto para especies animales como vegetales. Alberga poblaciones de cuatro subespecies endémicas de mamíferos, además de 67 especies de aves, de las cuales cuatro son endémicas de la Isla Margarita. Entre la flora, se han identificado nueve especies endémicas de diversos grupos vegetales.

## Flora

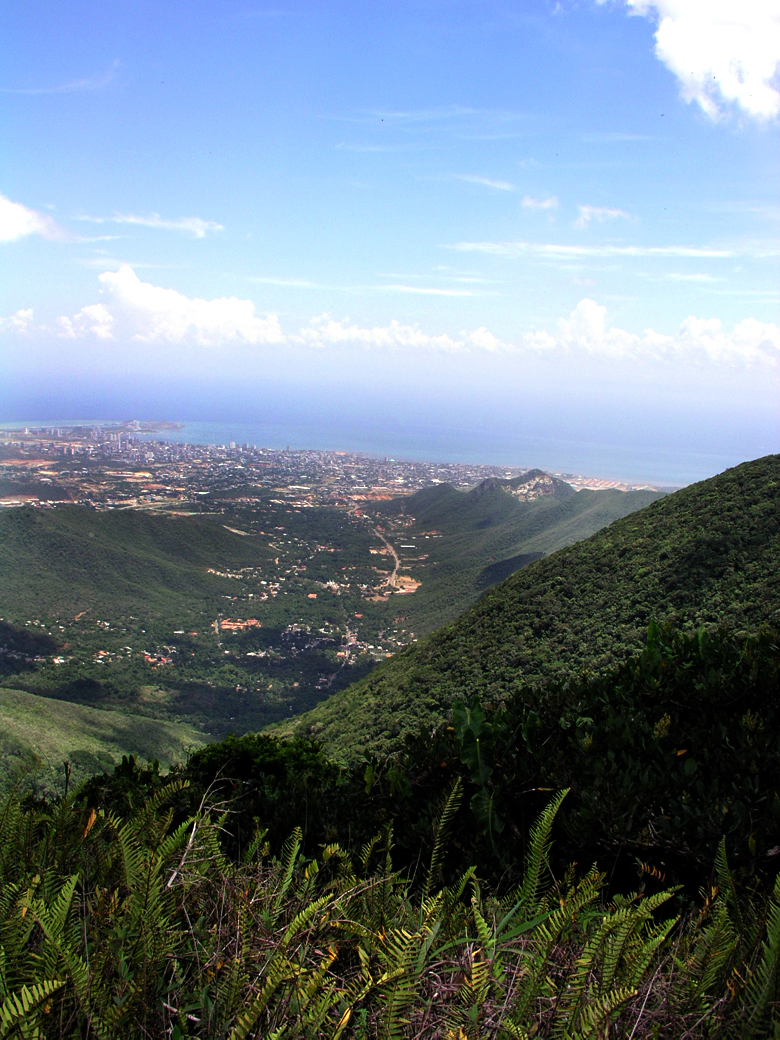
Vista a partir de la ladera superior del pico San Juan

El parque es rico en cactáceas, caparidáceas, compuestas, euforbiáceas y leguminosas. Varias especies endémicas: helechos (Thelipteris paucijuga y Trichipteris steyermarkü), palma mapire (Coccothrinax barbadensis), entre otras.
El clima varía con la altitud. Mientras que la mayor parte de la isla recibe menos de 400 mm de precipitación anual, en el parque, esta cantidad varía entre 600 y 1.000 mm. La temperatura promedio anual oscila entre 18 °C y 24 °C, siendo más fresca que en otras partes de la isla.El parque presenta una notable zonificación vegetal. En altitudes inferiores se encuentran bosques basimontanos semicaducos, seguidos por bosques ombrófilos submontanos siempreverdes en altitudes medias. En las cimas se desarrollan arbustales montanos siempreverdes.
El Parque Nacional Cerro El Copey-Jóvito Villalba, ubicado en la Isla Margarita, Venezuela, presenta una notable diversidad de hábitats y especies vegetales. A la base del Cerro Copey, se encuentra un bosque caducifolio que, a partir de los 350 metros sobre el nivel del mar, da paso a un bosque húmedo. Este cambio se debe a la presencia de nubes orográficas insulares que incrementan significativamente la humedad ambiental. En la ladera oriental del parque, a partir de los 750 metros sobre el nivel del mar, comienza una reducción en el tamaño de la vegetación, característica de los bosques enanos. Este fenómeno se atribuye al efecto del viento en la zona. A medida que se asciende, la riqueza florística disminuye gradualmente hasta llegar a la cima.
El paisaje en la cumbre del Cerro Copey está dominado por especies como Clusia alata Planch. & Triana, que crece en forma enana no superando los 1-2 metros de altura, y una bromelia, Glomeropitcairnia erectiflora Mex. Estas especies son fundamentales en el ecosistema del bosque enano y tienen una relación estrecha con otros arbustos importantes de la zona.El análisis florístico revela la presencia de 45 familias de Angiospermas en el área estudiada, con una mayoría de géneros monoespecíficos, lo que sugiere un establecimiento reciente del bosque. Este hecho podría estar relacionado con los últimos eventos climáticos del Pleistoceno, que datan de hace menos de 10.000 años.
La Isla Margarita ha tenido periodos de conexión con el continente durante el Cuaternario, permitiendo intercambios bióticos. Sin embargo, el endemismo en la zona es relativamente bajo. Solo cuatro especies de Angiospermas endémicas han sido identificadas en el bosque enano: Mikania johnstonii, Inga macrantha, Blakea monticola y Epidendrum johnstonii. Además, las especies dominantes del paisaje del bosque enano, Clusia alata y Glomeropitcairnia erectiflora, parecen tener una distribución restringida.Los bosques enanos son comunes en las Antillas y se caracterizan por tener pocas especies de plantas leñosas de baja altura y crecimiento horizontal. En estos bosques, el género Clusia, con hojas grandes, suele ser dominante. Estos hábitats, afectados por fuertes vientos, presentan características similares en varias islas del Caribe y en ciertas zonas montañosas del norte de Sudamérica.

## Amenazas y Gestión
El parque enfrenta varios problemas, incluyendo la crisis presupuestaria de INPARQUES, falta de personal e infraestructura, y amenazas externas como la introducción de especies exóticas, cacería, crecimiento poblacional, cambios en el uso de la tierra, incendios forestales, y problemas de zonificación. A pesar de estos retos, el parque sigue siendo un área crucial para la conservación de la biodiversidad y el estudio ecológico.
En términos de manejo, el parque cuenta con diversas zonas de uso definidas, que incluyen áreas de protección integral, zonas primitivas, zonas de ambiente natural manejado, zonas de recreación, y zonas de servicios. Estas divisiones ayudan a balancear la conservación con el uso recreativo y educativo.